# Folke Ramström
Nils Gustaf Folke Ramström, född 15 mars 1897 i Eskilstuna, död 27 maj 1971 i Göteborg, var en svensk militär (generalmajor).
Ramström utnämndes till sjöofficer 1918 och kommenderades till marinens flygväsende 1921. Efter studier vid Kungliga Sjökrigshögskolan (KSHS) 1920–1931 utnämndes han till kapten i Flygvapnet 1931. Han var flottiljchef vid Skaraborgs flygflottilj (F 7) 1940–1945 samt chef för Tredje flygeskadern (E 3) 1945 och Andra flygeskadern (E 2) 1947. Folke Ramström var också styrelseledamot i Orrefors skogar och handelshuset Ekman & Co i Göteborg.
Folke Ramström gifte sig med Birgit Ekman, som är dotter till Johan och Hedda Ekman.